# Ledumahadi mafube
Ledumahadi mafube („obří zahřmění“ v sesothštině) byl druh starobylého sauropodního dinosaura z čeledi Lessemsauridae. Žil v období nejranější jury (geologický věk hettang až sinemur, asi před 200 až 195 milion let) na území dnešní Jihoafrické republiky (provincie Svobodný stát). Fosilie byly objeveny v sedimentech souvrství Elliot a mají podobu částečně zachované postkraniální kostry. Formálně byl popsán týmem paleontologů na konci září roku 2018.

## Popis
Stejně jako v případě o trochu staršího argentinského druhu Ingentia prima, i tento sauropodomorf představoval jednoho z prvních obřích zástupců této skupiny dinosaurů. Podle odhadů autorů popisné studie dosahoval hmotnosti kolem 12 000 kilogramů a patřil tak k největších živočichům své doby. Zajímavé je, že obřích rozměrů dosáhl tento dinosaurus i přes to, že neměl sloupovité nohy, typické pro pozdější obří sauropody.

## Systematické zařazení
Tento vývojově primitivní sauropod byl zařazen do čeledi Lessemsauridae a jeho nejbližšími příbuznými jsou tak rody Lessemsaurus, Antetonitrus a Ingentia.